# Proximus
Proximus (in precedenza Belgacom Mobile) è la principale delle tre compagnie di telecomunicazione del Belgio facente parte del Gruppo Proximus (in precedenza Belgacom Group). Compete con Orange Belgium e Base.

## Storia
La compagnia è stata fondata nel 1994 come operatore di telefonia mobile in joint venture tra Belgacom, detentrice del 75%, e AirTouch, che possedeva il 25%. AirTouch è stata poi acquistata da Vodafone. Nel 2006, Belgacom ha comprato le azioni rimanenti da Vodafone.
A partire dal 1994, Proximus ha rilevato i diritti operativi della rete analogica MOB2, come la nuova generazione di reti GSM, originariamente solo nelle zone GSM 900. L'ormai obsoleta rete MOB2 è stata ritirata nel 1999. Se necessario, Proximus può utilizzare anche la rete GSM 1800 per completare la propria rete.
In origine l'azienda deteneva un monopolio de facto,ma in seguito alla deregolamentazione il gruppo Mobistar (ora Orange), un altro operatore con reti GSM 900 entrò sul mercato nel 1998, seguito da BASE, allora conosciuto col nome di KPN-Orange nel 1999.
Proximus detiene poco più del 45% del mercato considerato ormai saturo.
Nel 2010 la società Proximus è stata assorbita dalla controllante Belgacom, divenendone un semplice marchio.
Nel 2014 Belgacom ha posto la sua televisione a pagamento sotto il marchio Proximus che copriva le sue attività di telefonia fissa e mobile oltre a tutti i suoi servizi a banda larga. Perciò dal 2014 tutti i servizi della Belgacom sono commercializzati sotto il marchio Proximus.

## Compagnia
Proximus mobile era una sussidiaria di Belgacom, che ha avuto un'IPO nel 2004 ma del quale possiede ancora più del 50%. Il 25% delle azioni era detenuto dal gruppo Vodafone fino al 2006, fino a quando Vodafone ha acconsentito alla vendita del proprio pacchetto azionario. Nel 2004, ha registrato 2239 milioni di euro di entrate e un margine operativo lordo di 1135 milioni. Nel 2014, il marchio Belgacom è stato rinominato Proximus, sotto la direzione di Dominique Leroy. A partire dal gennaio 2015, Belgacom ha continuato la collaborazione con Vodafone, anche dopo aver venduto Belgacom. Proximus mobile è completamente integrato con il Gruppo Proximus e non è più una sussidiaria.
In Lussemburgo, Proximus è conosciuto come marchio Tango.

## Azionisti
Aggiornati a fine settembre 2019
| Azionisti                           | Part % |
| ----------------------------------- | ------ |
| Governo del Belgio                  | 53,50  |
| Proximus                            | 4,53   |
| NWQ Investment Management.          | 0,68   |
| Duff & Phelps Investment Management | 0,14   |
| Analytic Investors.                 | 0,13   |
| BKF Asset Management.               | 0,13   |
| Numeric Investors.                  | 0,11   |
| Teacher Retirement System of Texas  | 0,03   |
| The Oregon Investment Council       | 0,02   |
| Nationwide Fund Advisors            | 0,01   |

## Informazioni Tecniche
Il logo dell'operatore consiste nella scritta PROXIMUS (certe volte mostrata come BEL PROXIMUS o Proximus), il netcode è 206 01 e opera su frequenze GSM  900/1800 MHz, UMTS  900/2100 MHz e LTE 1800 MHz. L'opzione prepagata si chiama Pay&Go.

## Operatore virtuale di rete mobile
La rete Proximus è utilizzata da alcuni operatori virtuali di rete mobile come TMF Mobile (MTV Networks Benelux), Mobisud, RSCA Mobile, Dommel, IP Nexia e PostMobile (bpost).